# Live in a Dive (Sick of It All-album)
A Live in a Dive az amerikai Sick of It All (SOIA) hardcore punk együttes második koncertlemeze, a "Live in a World Full of Hate" után. A CD-t 2002. augusztus 13-án adták ki Amerikában.

## Dalok
1. Good Lookin' Out
2. Call to Arms
3. Blown Away
4. Built to Last
5. Just Look Around
6. Let Go
7. Us vs. Them
8. The Bland Within
9. Disco Sucks Fuck Everything
10. Injustice System
11. Potential for a Fall
12. Scratch the Surface
13. America
14. Straight Ahead
15. Rat Pack
16. Sanctuary
17. My Life
18. Busted
19. Maladjusted
20. Goatless
21. Friends like You
22. Clobberin' Time
23. Step Down
24. Bullshit Justice